# Казожита
Казожита (фр. Cazaugitat) насеље је и општина у југозападној Француској у региону Аквитанија, у департману Жиронда која припада префектури Лангон.
По подацима из 2011. године у општини је живело 239 становника, а густина насељености је износила 16,66 становника/km². Општина се простире на површини од 14,35 km². Налази се на средњој надморској висини од 137 метара (максималној 141 m, а минималној 45 m).

## Демографија
| 1962. | 1968. | 1975. | 1982. | 1990. | 1999. | 2011. |
| ----- | ----- | ----- | ----- | ----- | ----- | ----- |
| 294   | 323   | 294   | 236   | 212   | 223   | 239   |

График промене броја становника у току последњих година